# الکساندر آرنو
الکساندر آرنو (به فرانسوی: Alexandre Arnoux) فیلم‌نامه‌نویس اهل فرانسه بود.